# Шарков, Алексей Мефодиевич
Алексей Мефодиевич Шарков (25 февраля 1912, Витебск — 12 ноября 2002, Киев) — Герой Социалистического Труда (1948), управляющий трестом «Вахрушевуголь» Свердловской области.

## Биография
Родился 25 февраля 1912 года в городе Витебск в семье служащего.
Окончив начальную школу, учился в железнодорожной школе ФЗУ в 1928—1930 годах.
Трудовую деятельность начал помощником машиниста паровоза в 1930—1933 годах. В 1933 году поступил на рабфак, а в 1939 году окончил Ленинградский горный институт.
После окончания института по направлению устроился помощником главного инженера, а затем главным инженером на шахтах Подмосковного угольного бассейна в 1939—1941 годах. В марте 1941 года был направлен в трест «Богословуголь» комбината «Свердловскуголь» главным инженером угольного разреза, затем начальником, главным инженером треста, управляющим трестом с 1946 года.
В 1952—1954 годах учёба в Академии угольной промышленности в Москве, где был удостоен степени кандидата технических наук. Был начальником управления Министерства угольной промышленности Украинской ССР в 1954—1956 годах, главным инженером комбината «Укрстройуголь» в 1956—1960 годах, управляющий трестом горнотопливной промышленности Киевского совнархоза в 1960—1963 годах, директором Государственного научно-исследовательского проектно-конструкторского и проектного института угольной промышленности «УкрНИИпроект» в 1963—1983 годах.
В 1983 году вышел на пенсию.
Был членом редколлегии журнала «Уголь Украины».
Умер 12 ноября 2002 года в Киеве.

## Награды
За свои достижения был награждён:
- 20.10.1943 — орден Знак Почёта;
- 28.08.1948 — звание Герой Социалистического Труда с вручением золотой медали Серп и Молот и ордена Ленина «за выдающиеся успехи в деле увеличения добычи угля, восстановления и строительства угольных шахт и внедрение передовых методов работы, обеспечивающих значительный рост»;
- 26.04.1957 — орден Трудового Красного Знамени;
- 29.06.1966 — орден Трудового Красного Знамени;
- 05.03.1976 — орден Знак Почёта;
- знак «Шахтёрская слава» I, II и III степени;
- знак «Шахтёрская доблесть» I, II и III степени;
- премия Совета Министров СССР;
- Заслуженный шахтёр УССР.

## Память
В Киеве на здании института угольной промышленности «УкрНИИпроект», где работал Алексей, установлена мемориальная доска с именем Алексея Мефодиевича Шаркова.